# Шарлапаев, Канат Бисимбаевич
Шарлапаев Канат Бисимбаевич (каз. Шарлапаев Қанат Бисимбайұлы; род. 9 июля 1981, Саратовская область, РСФСР) — казахстанский государственный деятель. Министр промышленности и строительства Республики Казахстан (с 4 сентября 2023 года по 28 февраля 2025). Помощник президента Республики Казахстан по экономическим вопросам.

## Образование
Окончил Саратовский социально-экономический университет. Специальность «Бухгалтерский учёт и аудит»
Cranfield School of Management (Великобритания). Магистр, специальность «Финансы и управление»

## Трудовая деятельность
2006—2008 — финансовый департамент регионального офиса, департамент управления проектами, операционно-технологический департамент, управление продажами инвестбанка «Сити» (Великобритания, Чехия)
2008—2014 — старший аналитик, помощник вице-президента, вице-президент регионального дивизиона по работе на рынке акций инвестбанка «Сити» (Лондон, Великобритания)
2014—2015 — вице-президент региональной группы стратегического планирования и анализа по Европе, Ближнему Востоку и Африке инвестбанка «Сити» (Лондон, Великобритания)
2015—2017 — главный финансовый директор, заместитель председателя правления, старший вице-президент «Ситибанк Казахстан»
2017—2020 — главный финансовый директор по России, Украине и Казахстану, старший вице-президент «Ситибанк Россия»
2020—2022 — региональный директор по стратегии, планированию и анализу на развивающихся рынках Африки, Ближнего Востока и Восточной Европы инвестбанка «Сити» (ОАЭ)
С февраля 2022 по сентябрь 2023 года — председатель правления АО «Национальный управляющий холдинг „Байтерек“».
С 4 сентября 2023 года по 28 февраля 2025 года — министр промышленности и строительства Республики Казахстан.
25 января 2025 года был избран президентом Федерации регби Казахстана.
С 28 февраля 2025 года — помощник Президента Республики Казахстан по экономическим вопросам.

## Семья
Женат, имеет трех детей.